# Shovkat Alakbarova
Shovkat Alakbarova (en azerí: Şövkət Ələkbərova) ( Bakú, Unión Soviética, 20 de octubre de 1922-Bakú, Azerbaiyán, 7 de febrero de 1993) fue una cantante de Azerbaiyán y la Unión Soviética.

## Biografía
Shovkat Alakbarova nació el 20 de octubre de 1922 en Bakú. Su madre era una intérprete de tar profesional y su padre, un trabajador, era un amante de la música folclórica. Ambos padres transmitieron intereses similares a sus hijos. Ella estudió en el  Colegio de Música de Bakú con el profesor Huseyngulu Sarabski.
Desde 1945 Shovkat Alakbarova trabajó en la Filarmónica Estatal de Azerbaiyán. Ella ofreció muchos conciertos en Francia, Sri Lanka, Afganistán, India, Egipto, Argelia, Turquía y Polonia.
Shovkat Alakbarova murió el 7 de febrero de 1993 y fue enterrado en Bakú, en el Callejón de Honor.

## Premios
- Artista del Pueblo de la RSS de Azerbaiyán (1959)